# Corinto (poemetto)
Il Corinto è un poemetto bucolico di Lorenzo de' Medici, composto probabilmente intorno al 1464 quando Lorenzo aveva 15 anni.

## Descrizione
Opera di imitazione virgiliana ma composta in terzine dantesche, canta l'amore non corrisposto del pastore Corinto per la ninfa Galatea. Dietro quest'ultima si cela Lucrezia Donati, gentildonna fiorentina amata da Lorenzo dei Medici.
Qui, diversamente che nella Nencia da Barberino, la campagna non è rappresentata con il volto bonariamente familiare e il sapore concreto di quotidiana operosità; si tratta invece di una campagna stilizzata secondo le linee dell'idillio classico, popolata da ninfe e da pastori innamorati, in cui si proietta il sogno di una vita piena e gioiosa, lontana dalla realtà quotidiana, dai suoi conflitti e dalle sue angosce.
Come in tutta la poesia idilliaca di questo periodo, questa tematica esprime la concezione edonistica, centrale nella civiltà rinascimentale. Un edonismo voluttuoso che si vela di malinconia e di disincantato pessimismo nel finale del componimento, che canta il fugace fiorire della giovinezza paragonandolo a quello della rosa, ed invita a coglierne i piaceri prima che essa svanisca per sempre.